# Toshio Hirabayashi
Toshio Hirabayashi, és un exfutbolista japonès.

## Selecció japonesa
Toshio Hirabayashi va disputar 2 partits amb la selecció japonesa.